# Lepidothyris fernandi
Lepidothyris fernandi là một loài thằn lằn trong họ Scincidae. Loài này được Burton mô tả khoa học đầu tiên năm 1836.